# إدوين إيدن
إدوين إيدن (21 أبريل 1893 - 25 أكتوبر 1939) (بالإنجليزية: Edwin Eden)‏ هو لاعب كريكت بريطاني (وحمل سابقاً جنسية المملكة المتحدة لبريطانيا العظمى وأيرلندا). شارك مع منتخب إنجلترا للكريكت.

## وصلات خارجية
- إدوين إيدن على موقع إي آس بي آن كريك إنفو (الإنجليزية)